# Anna Coleman Ladd

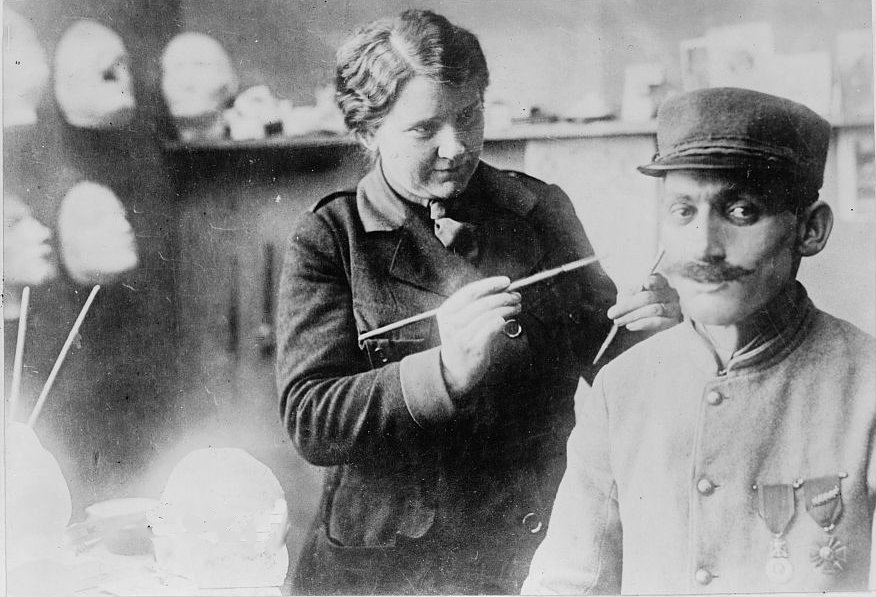
Anna Ladd pracuje na masce s vojákem, který byl zraněn v obličeji

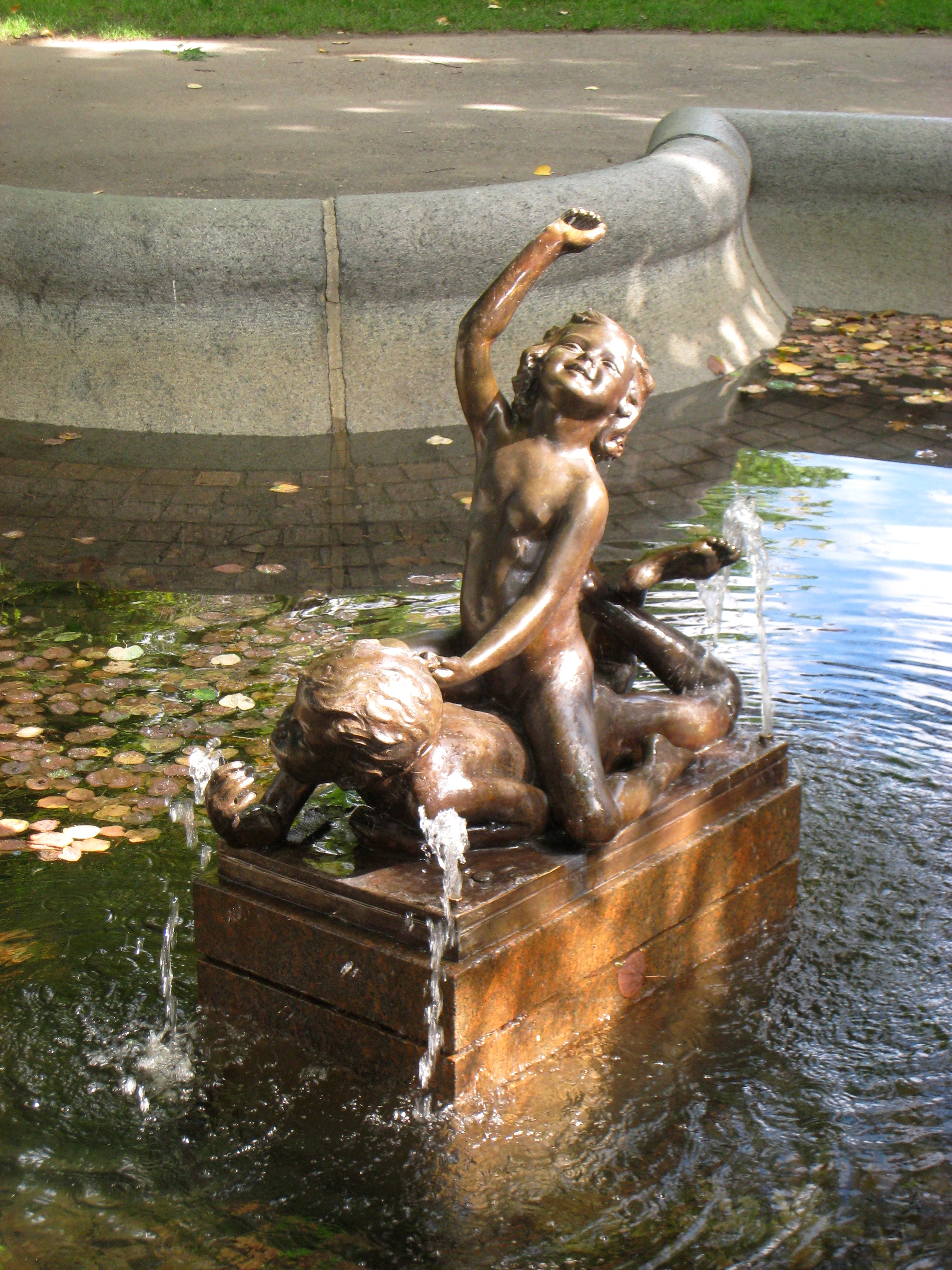
Socha Triton Babies v Bostonském parku

Anna Coleman Watts Ladd (15. července 1878 Filadelfie – 3. června 1939 Boston) byla americká umělkyně a sochařka, která během první světové války pomáhala zlepšením vzhledu vojákům, kteří byli znetvořeni.

## Životopis
Narodila se ve Filadelfii, ale vzdělání získala v Evropě, kde studovala sochařství v Paříži a Římě. V roce 1905 se přestěhovala do Bostonu, kde se provdala za lékaře Maynarda Ladda. V roce 1917 se Ladd společně se svým manželem přestěhovala do Francie, kde se seznámila se sochařem Francisem Derwentem Woodem z pařížského Oddělení masek pro znetvořené obličeje. Wood založil studio Tin Noses Shop, aby poskytl kosmetické masky pro vojáky, kteří byli v první světové válce znetvořeni v obličeji, a kterým již tehdejší lékaři nebyli schopni více pomoci. Posléze si Coleman Ladd otevřela pod Americkým Červeným křížem vlastní maskové studio Studio for Portrait-Masks. Za dobu své činnosti vyrobila téměř stovku masek. Po konci války přestal Červený kříž její činnost dotovat, studio bylo zavřeno a Anna se vrátila do Bostonu, kde pokračovala ve své umělecké tvorbě. V roce 1936 odešla Ladd se svým manželem do Kalifornie, kde v roce 1939 zemřela.

## Práce
Anna udělala vojákovi odlitek znetvořené tváře z hlíny nebo plastelíny. Tato forma byla potom použita pro výrobu protézy z extrémně tenké galvanizované mědi. Protéza byla poté natřena smaltem, který připomínal tón pleti. Ladd použila skutečné vlasy, aby vytvořila řasy, obočí a knír. Protéza byla připevněna k obličeji tenkými strunami nebo brýlemi. V roce 1932 byla za svoji práci oceněna Řádem čestné legie, nejvyšším francouzským státním vyznamenáním. Její socha Triton Babies je součástí fontány v Bostonském parku.